# Untersteinach
Untersteinach är en kommun och ort i Landkreis Kulmbach i Regierungsbezirk Oberfranken i förbundslandet Bayern i Tyskland.
Kommunen ingår i kommunalförbundet Untersteinach tillsammans med staden Kupferberg, köpingen Ludwigschorgast och kommunen Guttenberg.